# Extremo Norte ruso

El Extremo Norte
Territorios con condiciones iguales a las del Extremo Norte

El Extremo Norte (del ruso: Крайний Север, Дальний Север) es una región de gran extensión de Rusia ubicada principalmente por encima del círculo polar ártico y que cuenta con enormes reservas de recursos minerales y naturales.
Formalmente, las regiones del Extremo Norte comprenden todo Yakutia, el óblast de Magadán, el óblast de Kamchatka y el óblast de Múrmansk, al igual que ciertas partes y ciudades del óblast de Arcángel, la república de Komi, el óblast de Tiumén, el krai de Krasnoyarsk, el óblast de Irkutsk, el óblast de Sajalín, el krai de Jabárovsk, además de las islas del océano Ártico y sus mares, el mar de Bering y el mar de Ojotsk.
Otros territorios de Rusia con clima adverso son definidos con "condiciones iguales a las del Extremo Norte", en términos de compensación laboral.

## Ciudades más grandes
Múrmansk (pob. 302 468), Yakutsk (286 456), Norilsk (175 365), Novy Urengoi (116 450) y Magadán (95 048) son las ciudades más grandes dentro del Extremo Norte Ruso, mientras que un poco más al sur y con mayor población se encuentra la ciudad de Arcángel (350 985), siendo esta última la ciudad más grande en los territorios de "condiciones iguales" al Extremo Norte.

## Estatus legal
El Extremo Norte es conocido por su clima extremadamente adverso. Las personas que trabajan allí, con la excepción de las poblaciones nativas que trabajaban en ocupaciones tradicionales y prisioneros de campos de trabajo (por ejemplo, los gulag de la Unión Soviética), solían recibir un nivel de salario más alto, conocido como el "Bono del Norte", al igual que otros beneficios, entre ellos vacaciones extra, beneficios por discapacidad extra, beneficios de jubilación extra, y beneficios de vivienda.
En enero de 2007, el Comité de la Duma Estatal para Temas del Extremo Norte y el Extremo Oriental aprobaron la ley "Sobre la Lista de Regiones en el Extremo Norte y los Territorios de Condiciones Similares" («О перечне районов Крайнего Севера и приравненных к ним местностей») como parte de un paquete de leyes sobre compensaciones laborales, incluyendo a «О государственных гарантиях и компенсациях для лиц, работающих и проживающих в районах Крайнего Севера и приравненных к ним местностях» ("Sobre las garantías gubernamentales y compensaciones de personas que trabajan y residen en el Extremo Norte y áreas equivalentes"), «О районировании Севера РФ» ("Sobre la delineación regional del Extremo Norte de la FR") al igual que una ley sobre las correspondientes enmiendas a la Ley del Rusa del Trabajo. Según la Lista, los territorios del Extremo Norte serán divididos en dos categorías: "zona de malestar extremo" y "zona de malestar absoluto".